# Museo diocesano (Troia)
Il Museo diocesano di Troia è alloggiato nel monastero delle Benedettine, convento fondato nel 1605 come testimoniano due marmi situati sulla facciata dell'edificio posto di fronte al duomo cittadino. Il primo riferimento al museo si ritrova in una lettera con cui il cardinale Gasparri, rivolgendosi nel 1923 alle strutture ecclesiastiche di tutta la penisola, sollecitava un rapporto sui beni culturali in possesso della Chiesa e sul loro stato di conservazione.
L'esposizione conserva sculture bronzee, dipinti risalenti al Seicento e al Settecento e marmi appartenuti originariamente alla cattedrale della città. La struttura museale si articola in stanze in successione, parallele delle arcate del chiostro. I locali ospitano reperti di diverse epoche storiche; è del 1448 una pregevole statua dipinta scolpita da Giovanni da Casalbore e raffigurante la Madonna; un polittico ligneo del secolo XVI riproduce al centro la Madonna delle Grazie con san Leonardo Abate e sant'Antonio Abate ai due lati. Ma il pezzo di maggior pregio è un capitello risalente alla periodo svevo, cimelio che ha un gemello conservato a New York, presso il Metropolitan Museum.
Il Museo è composto da un ampio chiostro a cui si accede a n. 6 sale espositive: sala dei Misteri, sala dell'Annunziata, sala dei Flabelli, sala dei Capitelli, sala di Nostra Signora e la cripta.
Nel Museo sono allestite, ogni anno, diverse mostre.
Gli operatori della struttura museale sono i volontari dell'Associazione culturale "Terzo Millennio", che organizzano approcci facilitati alla lettura delle opere d'arte. 